# Ben Brown
Pour les articles homonymes, voir Brown.
Ben Brown né le 22 août 1921 et mort le 14 juillet 1997 est un auteur de comics.

## Biographie
Ben Brown naît le 22 août 1921. Il étudie au lycée de musique et d'art de New York où il fait partie de la première promotion à sortir avec un diplôme. Il suit ensuite des cours à l'université de l'Iowa. Durant la Seconde Guerre mondiale, il s'engage dans l'armée et est envoyé sur le front italien. Après guerre, il reprend ses études et se marie avec Eleanor qui fera une carrière de juriste. Il commence à dessiner des comics en collaboration avec Dave Gantz (en) pour plusieurs éditeurs comme Atlas, Toby Press et surtout Ziff Davis où ils créent Beanbags et Private Bragg. Il en est ainsi durant les années 1950 avant que l'équipe se sépare et que Ben Brown travaille dans l'industrie des films éducatifs. Ainsi pour la Conférence Nationale des églises il réalise les films How our Bible came to us et Apostle to the Indians. Ce dernier lui vaudra un prix au festival du film américain. Il travaille aussi pour la télévision où il réalise les parties dessinées de la série d'ABC Wonderful World of golf. Il revient ensuite aux comics et travaille pour Harvey Comics où il dessine des histoires de Spooky et de Richie Rich. En 1970, il déménage avec son épouse dans le Massachusetts. Il dessine ensuite le comics de Félix le Chat pendant six ans. Vers la fin de sa vie, il publie des dessins humoristiques dans des journaux locaux et s'adonne à la peinture. Il meurt le 14 juillet 1997,.